# Con-Funk-Shun
Con Funk Shun –  album grupy Con Funk Shun. Został wydany w roku 1976.

## Lista utworów
1. Music Is The Way
2. Tell Me That You Like It
3. Never Be The Same
4. Owe It To Myself
5. Foley Park
6. Nothing To Lose By Trying
7. Forever Ain't Long Enough
8. Another World
9. Sure It Feels Good To Me